# Heestert Military Cemetery
Heestert Military Cemetery is een Britse militaire begraafplaats met gesneuvelden uit de Eerste Wereldoorlog, gelegen in het Belgische dorp Heestert (Zwevegem). De begraafplaats werd ontworpen door William Cowlishaw en ligt tussen de Onze-Lieve-Vrouw Hemelvaartkerk en het kerkhof. Ze wordt onderhouden door de Commonwealth War Graves Commission. Er liggen 184 doden begraven.

## Geschiedenis
Heestert was van bij het begin van de oorlog in Duitse handen. Het werd pas eind oktober 1918 door de Britten ingenomen. De begraafplaats werd rond februari 1919 door landbouwers uit de omgeving aangelegd. Zij brachten de Britse en Duitse slachtoffers vanuit het slagveld en hun boerderijen naar hier, om ze onder leiding van de burgemeester te begraven. In 1920 werd de begraafplaats gereorganiseerd waarbij de Duitse graven naar de zuidkant van het terrein werden verplaatst. Later dat jaar werden nog drie Britse graven vanuit het kerkhof van Moen naar hier overgeplaatst.
Er liggen 184 slachtoffers begraven, waaronder 127 Britten (waarvan 26 niet konden geïdentificeerd worden) en 57 Duitsers (waarvan 39 niet geïdentificeerd konden worden). Voor 8 Britten werden Special Memorials opgericht omdat hun graven niet meer gevonden werden.

## Onderscheiden militairen
- Arthur Keith Harding, kapitein bij het Queen's Own (Royal West Kent Regiment) en Thistle Robinson, luitenant bij de Royal Fusiliers werden onderscheiden met het Military Cross (MC).
- de korporaals J.G. Young en Harry Shortman Peter Burridge en de soldaten F. Byrne, T. Grindle, F.J. Boulton, T.W. Gelder, Harry Richard Foulger en Abraham Barker ontvingen de Military Medal (MM).

Deze begraafplaats werd in 2009 als monument beschermd.